# Буш, Альфонс Иванович
Альфонс Иванович Буш (13 (25) сентября 1841 — 25 мая 1916) — русский генерал от инфантерии.

## Биография
Вероисповедания лютеранского.
Окончил Павловский кадетский корпус. В службу вступил 16 июня 1861. Поручик (13.06.1862). 15 марта 1863 произведён в прапорщики гвардии и переведён из 12 стрелкового батальона в лейб-гвардии Литовский полк. Подпоручик (19.05.1863), поручик (19.04.1864). Участник подавления Польского восстания 1863—1864 годов.
Штабс-капитан (30.08.1866), капитан (31.03.1874). 7 лет и 10 месяцев командовал ротой, 2 года и 11 месяцев — батальоном. 30 августа 1877 произведён в полковники. Участвовал в русско-турецкой войне 1877—1878 годов, командовал 1-м батальоном Литовского полка, был награждён золотым оружием. С 21.06.1882 по 20.01.1883 находился за штатом. Командовал 1-й пехотной бригадой Болгарского княжества.
Командир 55-го резервного пехотного кадрового батальона (20.01.1883—28.03.1884). В отставке с 28 марта по 1 мая 1884. Командир 84-го Ширванского пехотного полка (21.10.1885—16.08.1890), затем 163-го пехотного Ленкоранско-Нашебургского полка (16.08.1890—26.12.1892).
Командир 1-й бригады 16-й пехотной дивизии (26.12.1892—27.04.1900), 26 декабря 1892 произведён в генерал-майоры за отличие по службе. 27 апреля 1900 назначен начальником 34-й пехотной дивизии. В 1901 году произведён в генерал-лейтенанты (старшинство 6.12.1900). 10 января 1904 уволен от службы в чине генерала от инфантерии.
Был женат, имел дочь.

## Награды
- Орден Святой Анны 3-й ст. (1869)
- Орден Святого Станислава 2-й ст. (1874)
- Орден Святой Анны 2-й ст. с мечами (1878)
- Золотое оружие «За храбрость» (1878)
- Орден Святого Владимира 4-й ст. с мечами и бантом (1878)
- Орден Святого Владимира 3-й ст. с мечами (1878)
- Орден Святого Станислава 1-й ст. (1897)